# Keermuur (Harlingen)
De keermuur in de Friese stad Harlingen is de zeewering tussen de Nieuwe Willemshaven en de binnenstad. De keermuur ligt tussen de Zuiderpier en de keersluis en is 500 meter lang.
De eerste keermuur werd in de jaren zestig van de 20ste eeuw gebouwd als uitvloeisel van de Deltawet. De keermuur had een coupure voor de spoorlijn. Het station Harlingen Haven lag buitendijks, aan de kant van de haven. 
In  het eerste decennium van de 21ste eeuw werd een nieuwe keermuur gebouwd die in 2010 klaar kwam. Deze muur heeft een hoogte van 6,74 meter boven NAP. Het station Harlingen Haven en de spoorlijn er naar toe kwamen binnendijks te liggen. De verbinding met de goederensporen in de haven werd verbroken waardoor er geen coupure meer voor het spoor nodig was. Over de hogere keermuur loopt een pad toegankelijk aan het begin en het einde van de kering en middels een tweetal ronde bruggen over het spoor.  Bij het station is er een coupure voor wandelaars, fietsers en de hulpdiensten. Deze kan worden afgesloten middels een zware roldeur. De keermuur is verankerd in de grond met een fundering van 11 meter diep. De keermuur bestaat uit een betonnen constructie die enigszins flexibel is en daardoor een beetje met de golven kan meebewegen.De compartimenten van de betonnen constructie zijn met grond gevuld zodat de keermuur meer inertie heeft.

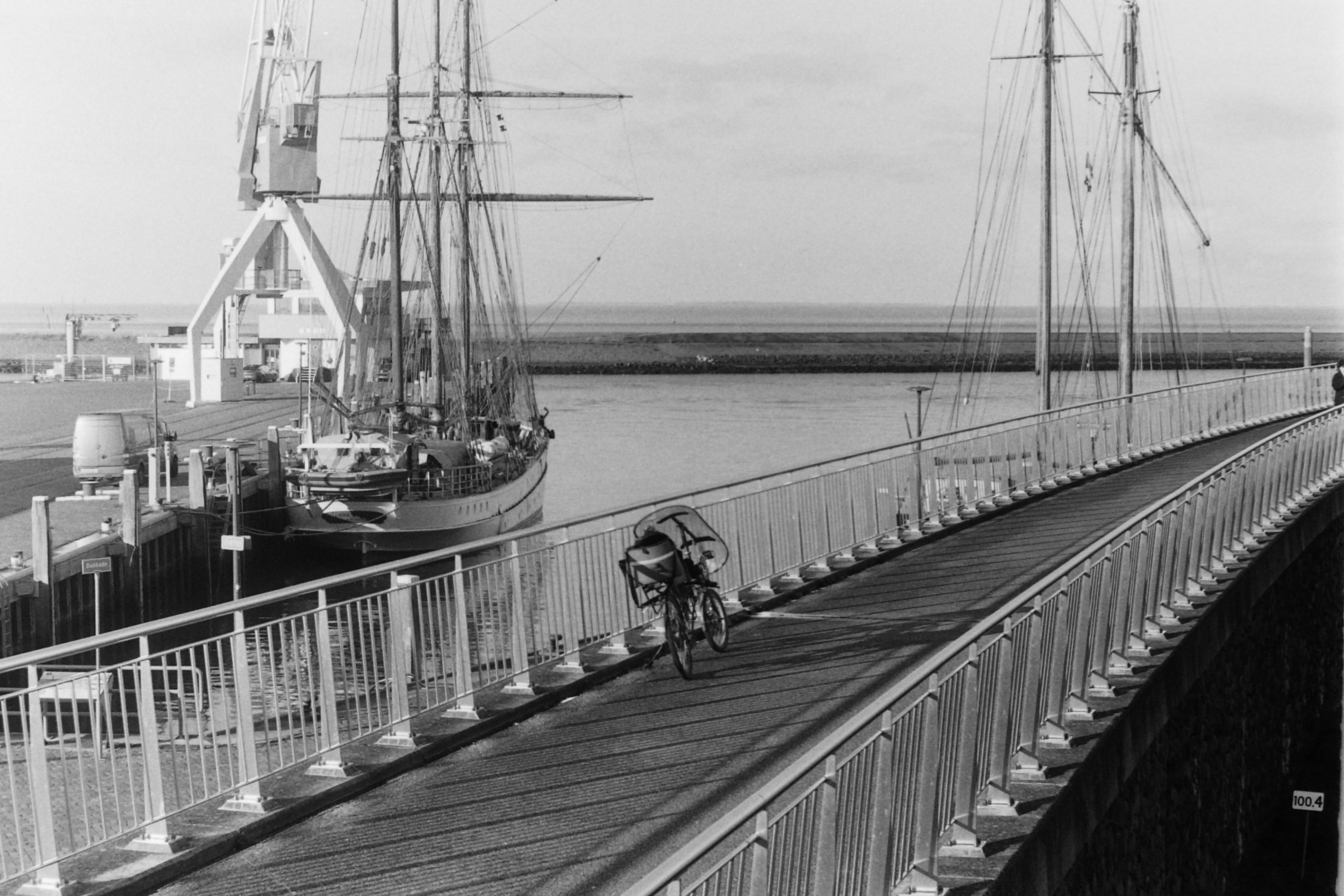
Keermuur Harlingen en Nieuwe Willemshaven (2023)
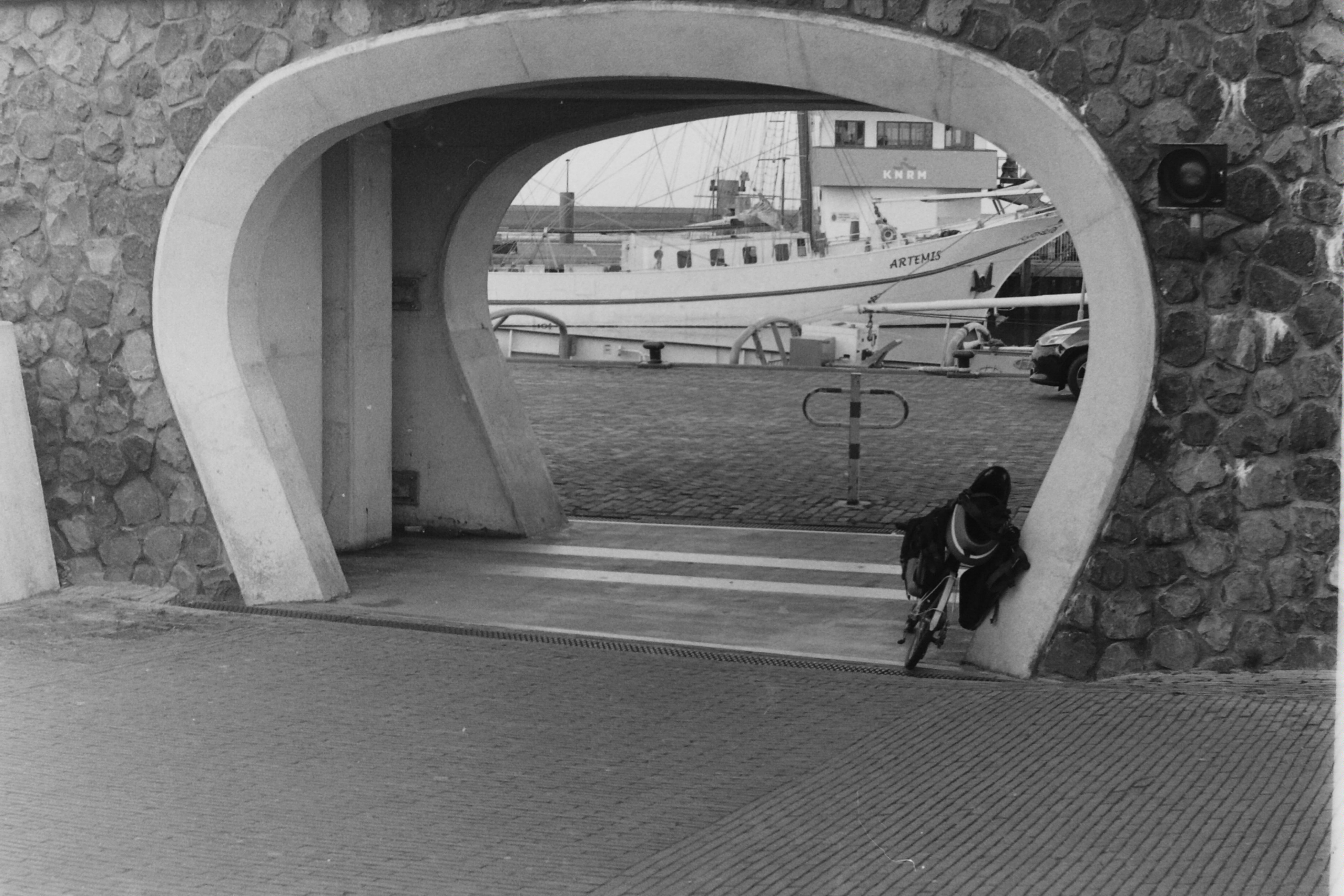
Coupure bij het station Harlingen Haven (2023)
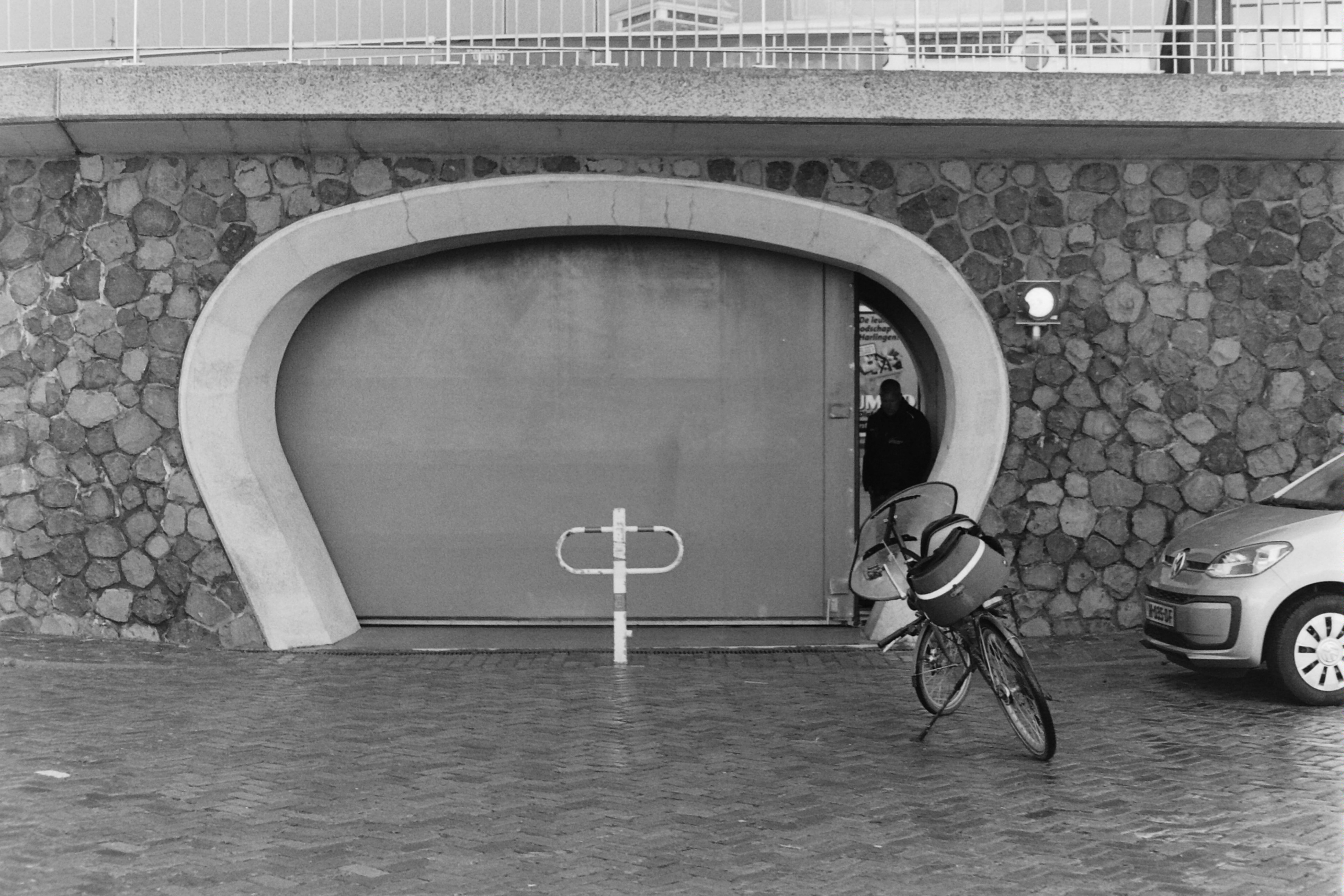
De coupure in de keermuur van Harlingen wordt gesloten (2024)
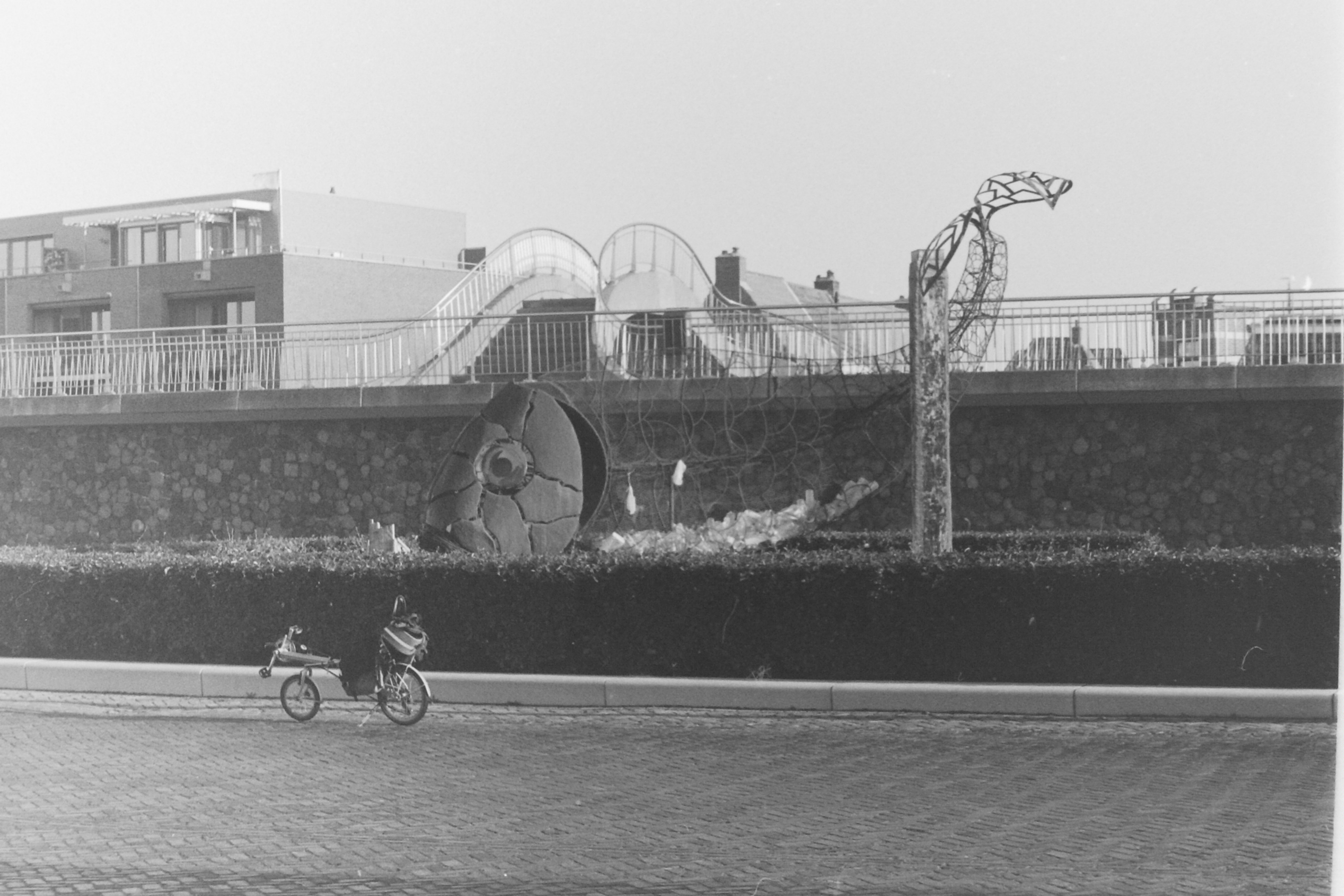
De Zeekering aan de zijde van de Nieuwe Willemhaven met ronde voetgangersbrug en de CatchFish (2023)
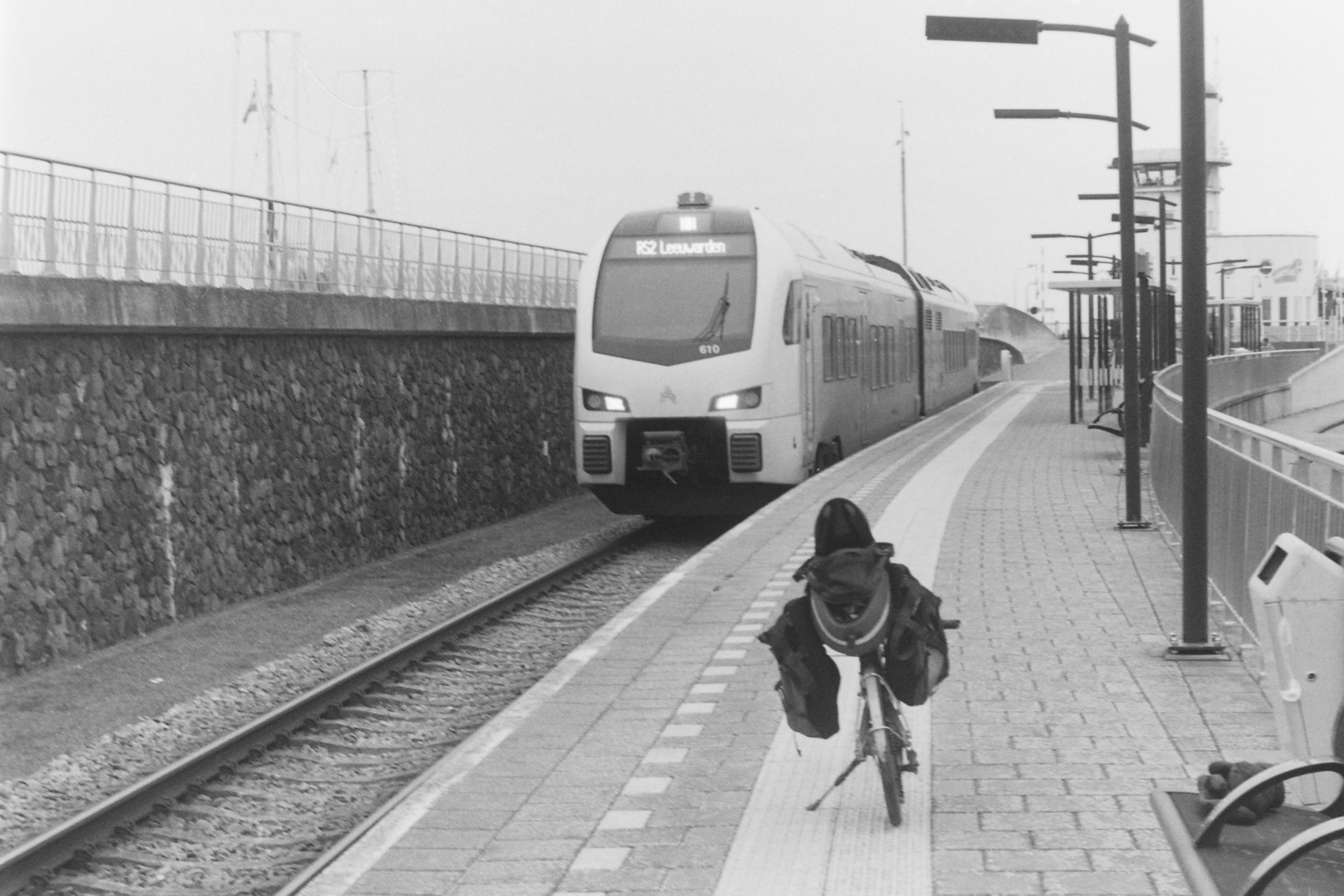
Keermuur bij het station Harlingen Haven met Arriva WINK (2023)